# نظام تحديد سعر الصرف
نظام تحديد سعر الصرف هو الطريقة التي تدير بها السلطة عملتها فيما يتعلق بالعملات الأخرى وسوق الصرف الأجنبي. ويرتبط ارتباطًا وثيقًا بالسياسة النقدية، ويعتمد الاثنان بشكل عام على العديد من العوامل نفسها.
الأنواع الأساسية هي سعر الصرف العائم، حيث يملي الاقتصاد حركة سعر الصرف. عوامة مربوطة، حيث يحافظ البنك المركزي على السعر من الانحراف بعيدًا عن النطاق أو القيمة المستهدفة؛ وسعر صرف ثابت يربط العملة بعملة أخرى، معظمها احتياطي العملات مثل الدولار الأمريكي أو اليورو.

ترتيبات سعر الصرف المعمول بها في عام 2013 حسب تصنيف صندوق النقد الدولي.
سعر الصرف العائم (floating and free floating)
Soft pegs (سعر الصرف الثابت, stabilized arrangement, crawling peg, crawl-like arrangement, pegged exchange rate within horizontal bands)
Hard pegs (استبدال العملة, مجلس النقد)
Residual (other managed arrangement)

## تعويم العملة
العملات العائمة هي أكثر أنظمة أسعار الصرف شيوعًا اليوم. على سبيل المثال، الدولار واليورو والين والجنيه البريطاني كلها عملات عائمة. ومع ذلك، بما أن البنوك المركزية تتدخل في كثير من الأحيان لتجنب الإفراط في التقدير أو الاستهلاك، فإن هذه الأنظمة غالباً ما تسمى نظام التعويم المدار.

## تعويم مربوط
ترتبط العملات المرتبطة العائمة ببعض القيم، إما ثابتة أو معدلة دوريا. خلال فترة الخمسينيات ومعظم الستينات، على سبيل المثال، ربطت الولايات المتحدة الدولار بالذهب (35 دولارًا يساوي أونصة واحدة من الذهب)، ومعظم الدول الأخرى ربطت عملاتها بالدولار (تم تحديد العلامة الألمانية في أربعة علامات تساوي دولار واحد لفترة طويلة من هذا الوقت). ستقوم الحكومة الأمريكية بشراء أو بيع الذهب بسعر 35.00 دولار للأونصة للحكومات الأجنبية حسب الطلب، وستشتري الحكومة الألمانية وتبيع الدولار بسعر أربع درجات لكل دولار. العوامات المرتبطة هي:
تقييد السعر
يسمح للسعر بالتذبذب في نطاق حول قيمة مركزية يتم تعديلها دوريًا. يتم ذلك بمعدل غير معلن أو بطريقة خاضعة للرقابة بعد المؤشرات الاقتصادية.
ربط السعر
يكون المعدل نفسه ثابت، ويضبط على النحو الوارد أعلاه.
مربوط أفقيا
يسمح للسعر بالتذبذب في نطاق ثابت (أكبر من 1٪) حول سعر مركزي. لتحدث التقلبات ضمن نطاق 2٪، وهي واسعة بما فيه الكفاية للسماح ببعض التعديلات التجارية وتدفقات رأس المال قصيرة الأجل، ولكنها ضيقة بدرجة كافية لتجنب التقلبات الكبيرة غير المعتادة. يسمح للبنك بالتحرك على نطاق واسع في حالة خسائر كبيرة في صندوق النقد الأجنبي.
«النطاق العائم» الحالي للصين هو في الأساس ربط متأخر.

## الأسعار الثابتة
الأسعار الثابتة هي تلك التي تتمتع بالتحويل المباشر نحو عملة أخرى. في حالة وجود عملة منفصلة، تُعرف أيضًا بترتيب مجلس العملة، يتم دعم العملة المحلية واحدًا تلو الآخر بواسطة الاحتياطيات الأجنبية. عملة مربوطة مع عملات صغيرة جدا (أقل من 1 ٪) والدول التي اعتمدت عملة دولة أخرى وتخلت عن بلدها تقع أيضا تحت هذا.

## استبدال العملات
إن استبدال العملة، والذي يسمى أيضاً بالدولرة، هو استخدام عملة أجنبية بالتوازي مع أو بدلاً من العملة المحلية. ينطبق هذا المصطلح على استخدام أي عملة أجنبية كالعملة الوطنية، على سبيل المثال، استخدمت زيمبابوي عددًا من العملات الأجنبية بعد انهيار الدولار الزيمبابوي في عام 2009.

## وصلات خارجية
- Nenovsky. N, G. Pavanelli and Dimitrova, K(2007). Rate Control in Italy and Bulgaria in the Interwar Period: History and Prospectives“.International Center of Economic Research Working Paper,Torino, No 40, 2007
- Roberto Frenkel and Martín Rapetti, A Concise History of Exchange Rate Regimes in Latin America, Center for Economic and Policy Research, April 2010
- Coudert, Virginie and Cécile Couharde, Currency Misalignments and Exchange Rate Regimes in Emerging and Developing Countries. , 2008.